# Acronychia montana
Acronychia montana är en vinruteväxtart som beskrevs av Thomas Gordon Hartley. Acronychia montana ingår i släktet Acronychia och familjen vinruteväxter. Inga underarter finns listade i Catalogue of Life.